# Blue Eyes
"Blue Eyes" er en sang af den britiske sangeren Elton John fra albummet Jump Up! (1982). Sangen blev skrevet af Elton John og Gary Osborne. Sangen blev udgivet som albummets anden single i marts 1982 og nåede nummer otte på UK Singles Chart. I USA nåede sangen nummer tolv på Billboard Hot 100 og førstepladsen på den amerikanske adult contemporary-hitliste.

## Musikere
- Elton John – piano, vokal
- Dee Murray – basguitar
- James Newton Howard – synthesizer, Fender Rhodes, strengeinstrumenter
- Jeff Porcaro – trommer